# Chao-Li Chi
Chao-Li Chi (chinesisch 季超李, Pinyin Jì Chāolǐ; * 5. April 1927 in der Provinz Shanxi, Republik China; † 16. Oktober 2010 in Los Angeles, Kalifornien) war ein US-amerikanischer Schauspieler chinesischer Herkunft.

## Leben
Chi wurde 1948 von der Avantgarde-Regisseurin Maya Deren entdeckt. In Meditation on Violence, einer Musikcollage, spielte er sich selbst und zeigte eine selbstentwickelte Tai Chi-Choreografie. Erst Mitte der 1970er Jahre nahm er seine Karriere als Schauspieler auf. Zunächst arbeitete er als Gaststar in Fernsehserien wie Die knallharten Fünf, Quincy und Fantasy Island. Anfang der 1980er Jahre spielte er in Jackie Chans erstem englischsprachigen Spielfilm Die große Keilerei und in Der Augenzeuge mit Sigourney Weaver und William Hurt in den Hauptrollen, es folgte 1986 John Carpenters Big Trouble in Little China.
Ab 1981 bis 1990 spielte Chi in 216 Folgen die Rolle des Butlers in der Serie Falcon Crest; erwähnenswert hierbei ist, dass sein Rollenname ebenfalls Chao-Li Chi war. Seit dem Ende der Serie war Chi unter anderem in Komödien wie Der verrückte Professor mit Eddie Murphy und Die Hochzeits-Crasher zu sehen, 2008 hatte er einen Gastauftritt in der Serie Pushing Daisies.

## Filmografie (Auswahl)
- 1976: Die knallharten Fünf (S.W.A.T., Fernsehserie, eine Folge)
- 1977: Quincy (Quincy, M. E., Fernsehserie, eine Folge)
- 1978: Fantasy Island (Fernsehserie, eine Folge)
- 1980: Die große Keilerei (The Big Brawl)
- 1981: Der Augenzeuge (Eyewitness)
- 1981: Der Zauberbogen (The Archer: Fugitive from the Empire, Fernsehfilm)
- 1981–1990: Falcon Crest (Fernsehserie, 216 Folgen)
- 1986: Big Trouble in Little China
- 1993: Töchter des Himmels (The Joy Luck Club)
- 1996: Der verrückte Professor (The Nutty Professor)
- 1998: Martial Law – Der Karate-Cop (Martial Law, Fernsehserie, eine Folge)
- 2005: Die Hochzeits-Crasher (Wedding Crashers)
- 2006: Prestige – Meister der Magie (The Prestige)
- 2008: Pushing Daisies (Fernsehserie, eine Folge)